# Kijowiec (osada w gminie Zalesie)
Kijowiec – osada w Polsce położona w województwie lubelskim, w powiecie bialskim, w gminie Zalesie.
Uchwałą nr XII/72/08 Rady Gminy Zalesie z dnia 12 marca 2008 roku utworzono sołectwo Kijowiec PGR, którego teren obejmuje obszar po byłym PGR w Kijowcu, a wchodzący dotychczas w skład sołectwa Kijowiec.
W latach 1975–1998 miejscowość administracyjnie należała do województwa bialskopodlaskiego.